# Astathes lemoides
Astathes lemoides là một loài bọ cánh cứng trong họ Cerambycidae.